# 로드 파니
로드 파니(Rod Fanni, 1981년 12월 6일, 마르티그~)는 프랑스의 전 축구 선수로, 과거 라이트 백으로 활약했다.

## 클럽 경력
파니는 리그 2와 샹피오나 나시오날에 속한 FC 마르티게에서 축구계에 입문하였다. 2002년, 그는 RC 랑스로 이적하였고, 그곳에서 리그 1, UEFA 챔피언스리그, UEFA 컵 데뷔전을 치렀다. 그는 2004-05 시즌동안 리그 2의 LB 샤토루로 임대되었었다.
2005년 6월, 그는 OGC 니스에 합류하였으나, 두 시즌만에 스타드 렌 FC와 4년 계약을 체결하고 이적하였다. 스타드 렌에서 그는 네덜란드의 수비수이자 프리미어리그의 찰턴 애슬레틱 FC으로 떠난 마리오 멜히오트의 대체자로 낙점되었다. 파니는 리그 1의 2008-09 시즌 올해의 팀 일원으로 선정되었다. 그는 프리미어리그에서 활약하고 싶다는 의사를 나타내었고, 스타드 렌 FC와 계약하기 전 뉴캐슬 유나이티드 FC와 접근한 적이 있었다. 그는 그 외에도 에버튼 FC와 웨스트햄 유나이티드 FC 와도 2009년 11월에 연장계약을 맺기 전 접근하였다. 파니는 2009년 11월의 계약으로 레 루즈 에 누아 (Les Rouges et Noirs, 스타드 렌의 별명) 소속으로 2012년 6월까지 남게 되었다. 2010년 12월, 마르세유는 파니를 성공적으로 영입하였다.

## 국가대표팀 경력
2008년 10월 14일, 파니는 튀니지전에서 프랑스 축구 국가대표팀 데뷔전을 치루었고, 프랑스는 튀니지를 3-1로 이겼다. 바카리 사냐나 프랑수아 클레르와의 치열한 경쟁에도 불구하고, 파니는 레이몽 도메네크 감독의 지도 하에 꾸준히 차출되었으나, 사냐의 백업으로만 사용되었다.

## 사생활
파니의 가문은 베냉에 뿌리를 두고 있다. 그는 축구와 학업을 병행하였고, BEP (프랑스의 고등학교 졸업장) 을 획득하였으며, 과학공학 대학교에서 학사를 따기위에 여전히 학업을 병행하고 있다.